# Snow Safety Center
Het Snow Safety Center (SSC) is een non-profitorganisatie die zich inzet voor de veiligheid buiten de skipiste. Het is een Nederlands kenniscentrum op het gebied van lawines en lawineredding, dat in 2006 is opgericht met steun van de Nederlandse Ski Vereniging. Het SSC verzorgt cursussen, lezingen en (bij)scholingen voor iedereen die zich in een winters berglandschap buiten de beveiligde ski- en langlaufpistes begeeft, zoals skiërs, snowboarders, bergbeklimmers, toerskiërs en sneeuwschoenwandelaars. Ook werkt het SSC aan het verbeteren van het lawine-onderwijs voor ski- en snowboardleraren.
Het SSC haalt nieuwe kennis over lawines en lawineredding naar Nederland door internationale congressen en bijeenkomsten te bezoeken en een netwerk op te bouwen. Een voorbeeld hiervan is het lustrumcongres dat in 2010 werd georganiseerd in Zoetermeer, met sprekers als Werner Munter, Michael Larcher en Manuel Genswein, experts op het gebied van lawines.
Een ander bekend evenement van het SSC is het Pieperfest, een jaarlijkse oefening in lawineredding op het strand. Dit is het grootste evenement in zijn soort in Europa.
Het SSC wil zo veel mogelijk wintersporters bewust maken van de gevaren van lawines. Daarom organiseert het door het hele land lezingen die meestal gratis toegankelijk zijn.